# Jotynets
Jotynets (ruso: Хотыне́ц) es un asentamiento de tipo urbano de Rusia, capital del raión homónimo en la óblast de Oriol.
En 2023, la localidad tenía una población de 3514 habitantes. En su territorio no hay pedanías.
Se ubica en el límite meridional del parque nacional Orlovskoye Polesye, a medio camino por ferrocarril entre Oriol y Briansk.

## Historia
Se asienta en una zona habitada en la época medieval por los viátichi, pero la localidad actual no se menciona en documentos hasta 1745. Se desarrolló como poblado ferroviario a partir de 1868, cuando se abrió aquí una estación en la línea de ferrocarril de Oriol a Riga. En el Imperio ruso formaba parte del uyezd de Karáchev de la gobernación de Oriol. En 1920, junto con el resto de su uyezd, pasó a formar parte de la gobernación de Briansk. En 1929, Jotynets pasó a ser sede de su propio raión en la óblast Occidental; sin embargo, en 1932 perdió el estatus de capital distrital al pasar a formar parte del raión de Karáchev. En 1939 recuperó el estatus de capital distrital para integrar la zona en la recién creada óblast de Oriol, mientras que Karáchev pasaría a formar parte de la vecina óblast de Briansk cuando esta última se separó de Oriol en 1944. Adoptó el estatus de asentamiento de tipo urbano en 1971.